# Adolphe de Vrière
 (septembre 2024).
Le baron Adolphe Pierre Aloïs de Vrière, né à Bruges le 9 avril 1806 et décédé à Laeken le 16 juillet 1885, est un diplomate et homme politique belge.

## Biographie
Après avoir été membre suppléant du Congrès national, le baron de Vrière s'est parfaitement adapté aux différentes provinces de notre pays dont il est devenu gouverneur de trois d'entre elles. Cet homme très actif fut plusieurs fois ministre, et enfin ministre d'État.
Il a joué le rôle d'envoyé extraordinaire et de ministre plénipotentiaire auprès des cours du Danemark et de Portugal.
Une gravure portugaise rehaussée à la craie le montre chapeauté, assis et reposé adossé à un arbre.

## Famille
Le baron Adolphe de Vrière est le fils d'Aloïs de Vrière (nl). Sa sœur épousa le baron Pecsteen.
Il s'est marié avec la baronne Marie-Louise de Serret, fille de François de Serret, bourgmestre de Bruges. Ils ont eu quatre enfants.
- Hélène de Vrière, sans mariage.
- Baron Léon de Vrière, diplomate.
- Baron Camille de Vrière, allié à dame Clemence van Loo : bourgmestre de Zedelgem.
- Baron Alfred-Gustave, allié à dame Émilie van der Steghen de Putte, dont descendance[1].

Veuf, il vécut à Laeken jusqu'à sa mort. Une rue y porte encore son nom.

## Fonctions politiques
- Gouverneur de la province de Namur, de novembre 1847 à septembre 1848.
- Gouverneur de la province de Hainaut, de septembre 1848 à avril 1849.
- Gouverneur de la province de Flandre-Occidentale, d'avril 1849 à novembre 1857.
- Ministre des Affaires étrangères, du 9 novembre 1857 au 26 octobre 1861.
- Membre de la Chambre des représentants de Belgique : 1857-1870
- Ministre d'État

## Honneurs et décorations
- Grand officier de l'ordre de Léopold,
- Croix de fer (Belgique),
- Grand-croix de la Légion d'honneur,
- Grand cordon de l'ordre du Christ du Portugal,
- Grand cordon de l'ordre des Saints-Maurice-et-Lazare de Sardaigne,
- Grand cordon de l'ordre de l'Aigle blanc de Russie,
- Grand cordon de l'ordre de Charles III d'Espagne,
- Grand cordon de l'ordre du Lion et du Soleil de Perse,
- Grand cordon de l'ordre de la Branche ernestine de Saxe en 1866,
- Grand cordon de l'ordre royal d'Albert le Valeureux roi de Saxonie,
- Grand cordon de l'ordre royal de l'Étoile polaire de Suède,
- Grand-croix de l'ordre de Dannebrog de Danemark,
- Grand cordon de l'ordre royal des Guelfes de Hanovre,
- Grand cordon de l'ordre du Médjidié de première classe de Turquie,
- Commandeur de l'ordre de la Couronne de fer d'Autriche,
- Commandeur de l'ordre de l'Immaculée Conception de Vila Viçosa de Portugal, etc.